# 北岭镇
北镇乡，是中华人民共和国河南省商丘市夏邑县下辖的一个乡镇级行政单位。

## 行政区划
北镇乡下辖以下地区：
北镇村、郭王楼村、闫庙村、吴各村、仇庄村、寨里村、朱楼村、苏庄村、后林村、朱厂村、于各村、卢集村、邝庄村、蒋古同村、后彭沟涯村、前彭沟涯村、常各村、王河村、刘元村、崔小庙村、谭楼村、任楼村、王六村、陈楼村、蒋庄村、孙后寨村、孙杨集村、宋庄村、刘庄村、孙瓦房村、刘暗楼村、林楼村、孙营村、曹庄村和刘集村。